# 克莱门斯·布伦塔诺

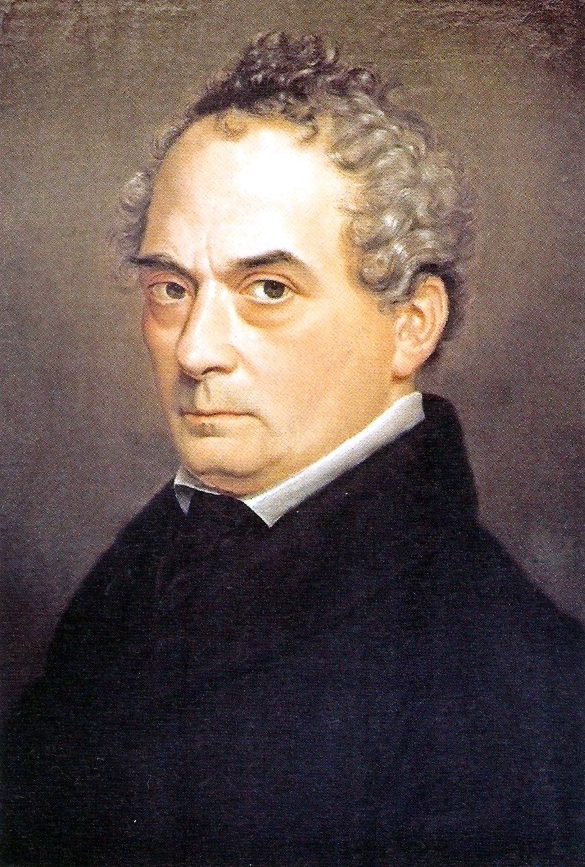
克莱门斯·布伦塔诺

克莱门斯·布伦塔诺（Clemens Brentano，1778年9月9日—1842年7月28日），德国作家、诗人，海德堡浪漫派的作表人物之一。
布伦塔诺出生于科布伦茨附近的一个商人家庭，早年曾就读于哈雷大学与耶拿大学。在耶拿期间，他结识了卡尔·威廉·施勒格尔、路德维希·蒂克等浪漫主义作家。1805年起，他与阿希姆·冯·阿尔尼姆等青年浪漫派作家组成了海德堡浪漫派。此后，他与阿尔尼姆一同收集整理德国民间诗歌，并出版了民歌集《男童的神奇号角》。后来，她的妹妹贝蒂娜与阿尔尼姆结为夫妻。1842年，他在阿沙芬堡去世，终年63岁。